# Dosmühle
Der Weiler Dosmühle ist ein Gemeindeteil der Gemeinde Brennberg im Oberpfälzer Landkreis Regensburg in Bayern.

## Geschichte
In dem Ort bestand im 14. und 15. Jahrhundert ein Eisenhammer (zum Desel), der vom Wasser des Höllbachs betrieben wurde.
Das Werk war im Besitz der bekannten Regensburger Patrizierfamilie der Auer; Friedrich Auer II. von Brennberg hatte 1387 die Hämmer Brennberg und zur Dosmühle inne.

## Varia
Die Dosmühle ist ein Ausflugsziel bei Wanderungen durch das Höllbachtal.